# Emile Yung
|  | Dieser Artikel wurde aufgrund von formalen oder inhaltlichen Mängeln in der Qualitätssicherung Biologie zur Verbesserung eingetragen. Dies geschieht, um die Qualität der Biologie-Artikel auf ein akzeptables Niveau zu bringen. Bitte hilf mit, diesen Artikel zu verbessern! Artikel, die nicht signifikant verbessert werden, können gegebenenfalls gelöscht werden. Lies dazu auch die näheren Informationen in den Mindestanforderungen an Biologie-Artikel. |

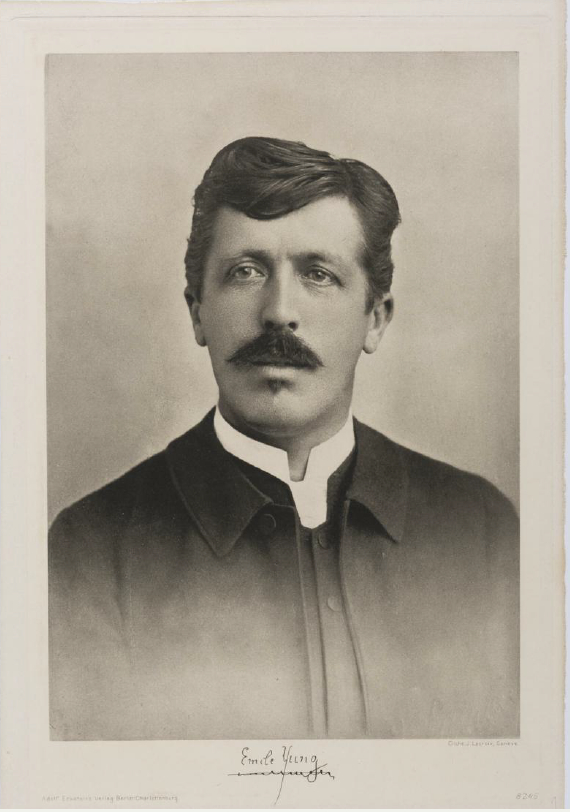
Emile Yung

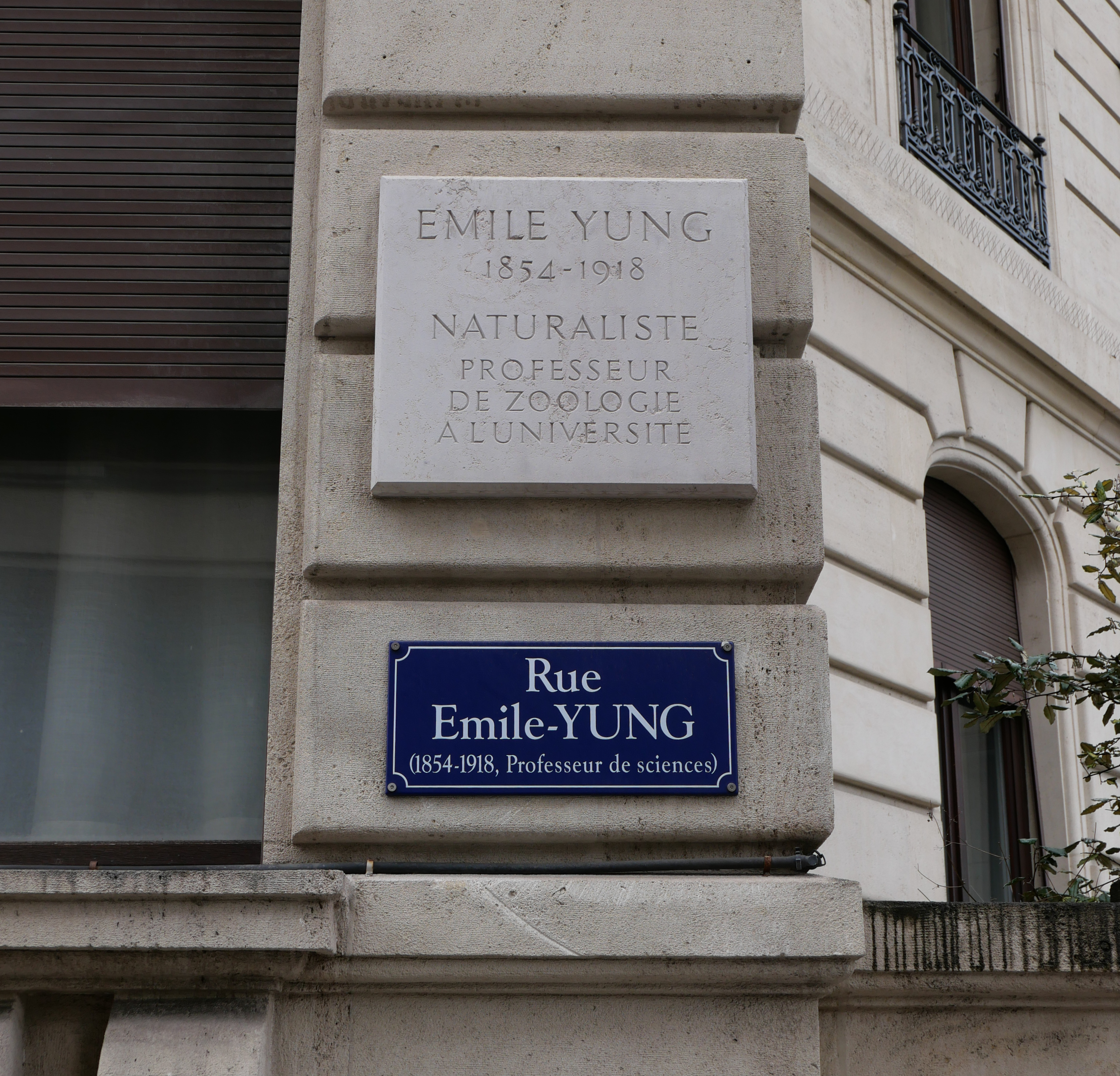
Strassenschild in Genf

Emile Yung (* 6. Juni 1854 in Genf; † 2. Februar 1918 ebenda) war ein Schweizer Zoologe.

## Leben
Yung wurde 1854 in Genf als Sohn eines Kaufmanns und einer Emailmalerin geboren. Schon früh interessierte er sich für Naturwissenschaften, beschäftigte sich damit auch während seiner Studien und während seiner fünfjährigen Arbeit im Registrierungsbüro. Nach Studienreisen in Deutschland und Frankreich war er ab 1876 Assistent von Carl Vogt an der Universität Genf. 1895 wurde er zu dessen Nachfolger als Professor für Zoologie ernannt. Er beschäftigte sich insbesondere mit wasserlebenden Tieren, verfasste so zahlreiche Schriften, unter anderem das «Lehrbuch der praktischen vergleichenden Anatomie». Durch seine Forschung stattete er der Station biologique de Roscoff zahlreiche Besuche ab, traf so unter anderem Yves Delage.
Er gehörte ebenfalls zu den Verbreitern von Rassentheorien und der Rassenungleichheit in der Schweiz. 1896 erregte er so Aufsehen, indem er während der Schweizerischen Landesausstellung an den Menschen im sogenannten village noir Messungen vornahm. Seine Ansichten stützte er unter anderem mit der von ihm ausgeübten Kraniometrie.
1906 wurde er zum Präsidenten der Schweizerischen Zoologischen Gesellschaft ernannt und war auch in Frankreich u.a Ehrenpräsident der Société zoologique de France. Er starb 1918 in Genf. Sein Grab befindet sich im Cimetière de Saint-Georges.
Die Rue Emile-YUNG in Genf-Plainpalais ist seit 1924 nach ihm benannt.  Eine von James Vibert angefertigte Büste von ihm steht seit 1921 in der Universität Genf.

## Werke
- Emile Yung: Contributions à l'histoire physiologique de l’Escargot (Helix pomatia). Imprimeur de l'Académie royale de Belgique, Brüssel 1887.